# Акиносима Кацуми
Акиносима Кацуми (яп. 安芸乃島 勝巳, настоящее имя Кацуми Яманака, род. 16 марта 1967, Акицу (ныне район Хигасихиросимы), префектура Хиросима, Япония) — бывший японский профессиональный борец сумо. Считался одним из сильнейших борцов своего времени, однако выступал нестабильно, из-за чего подняться выше звания сэкивакэ и выиграть Императорский кубок ему не удалось ни разу. По состоянию на 2013 год — обладатель рекорда по числу кимбоси (16) — побед, одержанных в ранге маэгасиры (низший ранг в высшем дивизионе макуути) над ёкодзунами, а также рекорда по общему количеству полученных специальных призов (19).
С 2009 года возглавляет «комнату» Такадагава.

## Все кимбоси
| Номер | Басё          | Побеждённый ёкодзуна | результат Акиносимы |
| ----- | ------------- | -------------------- | ------------------- |
| 1     | сентябрь 1988 | Онокуни              | 8-7                 |
| 2     | январь 1989   | Тиёнофудзи           | 7-8                 |
| 3     | июль 1989     | Хокутоуми            | 7-8                 |
| 4     | июль 1989     | Тиёнофудзи           | 7-8                 |
| 5     | сентябрь 1989 | Онокуни              | 7-8                 |
| 6     | сентябрь 1989 | Хокутоуми            | 7-8                 |
| 7     | март 1990     | Хокутоуми            | 8-7                 |
| 8     | март 1990     | Тиёнофудзи           | 8-7                 |
| 9     | май 1990      | Тиёнофудзи           | 10-5                |
| 10    | ноябрь 1990   | Асахифудзи           | 10-5                |
| 11    | ноябрь 1990   | Хокутоуми            | 10-5                |
| 12    | март 1991     | Асахифудзи           | 8-7                 |
| 13    | май 1991      | Асахифудзи           | 9-6                 |
| 14    | январь 1992   | Асахифудзи           | 8-7                 |
| 15    | июль 1993     | Акэбоно              | 9-6                 |
| 16    | июль 1999     | Мусасимару           | 6-9                 |

## Результаты с дебюта в макуути
| Год в сумо | Январь Хацу басё, Токио     | Март Хару басё, Осака       | Май Нацу басё, Токио                                 | Июль Нагоя басё, Нагоя       | Сентябрь Аки басё, Токио                           | Ноябрь Кюсю басё, Фукуока    |
| --- | --------------------------- | --------------------------- | ---------------------------------------------------- | ---------------------------- | -------------------------------------------------- | ---------------------------- |
| 1988 | x                           | Маэгасира #12 востока 7–8   | (Дзюрё)                                              | Маэгасира #10 запада 11–4 Д  | Маэгасира #2 востока 8–7 В★                        | Комусуби запада 7–8          |
| 1989 | Маэгасира #1 востока 7–8 ★  | Маэгасира #1 запада 8–7 Д   | Сэкивакэ запада 6–9                                  | Маэгасира #1 востока 7–8 ★   | Маэгасира #2 востока 7–8 ★                         | Маэгасира #2 запада 5–10     |
| 1990 | Маэгасира #6 запада 8–7     | Маэгасира #2 запада 8–7 В★  | Маэгасира #1 востока 10–5 ТВ★                        | Сэкивакэ востока 9–6 Д       | Сэкивакэ востока 6–9                               | Маэгасира #1 востока 10–5 В★ |
| 1991 | Комусуби востока 5–10       | Маэгасира #3 запада 8–7 ★   | Маэгасира #1 востока 9–6 Д★                          | Комусуби востока 8–7         | Комусуби востока 9–6                               | Сэкивакэ запада 4–11         |
| 1992 | Маэгасира #5 востока 8–7 ★  | Маэгасира #2 запада 12–3 ВД | Комусуби востока 9–6                                 | Сэкивакэ востока 10–5        | Сэкивакэ востока 8–7                               | Сэкивакэ востока 7–8         |
| 1993 | Маэгасира #1 востока 9–6    | Сэкивакэ запада 0–2–13      | Маэгасира #10 востока Пропустил из-за травмы< 0–0–15 | Маэгасира #10 востока 9–6 В★ | Маэгасира #2 запада 9–6                            | Комусуби запада 6–9          |
| 1994 | Маэгасира #2 востока 4–11   | Маэгасира #10 востока 9–6   | Маэгасира #3 востока 3–12                            | Маэгасира #14 востока 8–7    | Маэгасира #13 запада 11–4                          | Маэгасира #4 запада 10–5     |
| 1995 | Комусуби востока 11–4 Д     | Сэкивакэ запада 11–4 Д      | Сэкивакэ востока 7–8                                 | Комусуби востока 1–2–12      | Маэгасира #7 запада Пропустил из-за травмы< 0–0–15 | Маэгасира #7 запада 8–7      |
| 1996 | Маэгасира #4 востока 9–6    | Комусуби запада 6–9         | Маэгасира #2 востока 5–10                            | Маэгасира #5 запада 10–5     | Маэгасира #1 запада 7–8                            | Маэгасира #2 востока 9–6     |
| 1997 | Комусуби запада 6–9         | Маэгасира #2 востока 7–8    | Маэгасира #2 запада 7–8                              | Маэгасира #3 востока 6–9     | Маэгасира #5 востока 8–7                           | Комусуби запада 7–8          |
| 1998 | Маэгасира #1 запада 6–9     | Маэгасира #2 запада 9–6     | Комусуби запада 10–5 Т                               | Сэкивакэ востока 3–4–8       | Маэгасира #5 запада Пропустил из-за травмы< 0–0–15 | Маэгасира #5 запада 8–7      |
| 1999 | Маэгасира #3 востока 11–4 Т | Комусуби востока 11–4 В     | Сэкивакэ востока 6–9                                 | Маэгасира #1 запада 6–9 ★    | Маэгасира #3 запада 11–4 ТД                        | Комусуби запада 3–12         |
| 2000 | Маэгасира #4 запада 7–8     | Маэгасира #5 востока 5–10   | Маэгасира #7 запада 10–5                             | Маэгасира #1 востока 8–7     | Комусуби востока 7–8                               | Маэгасира #1 востока 5–10    |
| 2001 | Маэгасира #4 востока 7–8    | Маэгасира #5 востока 5–10   | Маэгасира #9 запада 8–7                              | Маэгасира #6 востока 4–11    | Маэгасира #11 запада 9–6                           | Маэгасира #6 запада 8–7      |
| 2002 | Маэгасира #1 запада 6–9     | Маэгасира #4 востока 7–8    | Маэгасира #5 востока 3–12                            | Маэгасира #11 запада 6–9     | Маэгасира #13 востока 7–8                          | Маэгасира #14 востока 9–6    |
| 2003 | Маэгасира #9 запада 6–9     | Маэгасира #12 запада 6–9    | Маэгасира #15 запада Отставка 6–9                    | x                            | x                                                  | x                            |
| Результат приведен как победил-проиграл-снялся Победа Малый кубок Отставка Не выступал в макуути Специальные призы: Д=За боевой дух (Канто-сё); В=За выдающееся выступление (Сюкун-сё); Т=За техническое совершество (Гино-сё) Ещё показаны: ★=Кимбоси; P=Участие в дополнительном финале Лиги: Макуути — Дзюрё — Макусита — Сандаммэ — Дзёнидан — Дзёнокути Ранги макуути: Ёкодзуна — Одзэки — Сэкивакэ — Комусуби — Маэгасира |                             |                             |                                                      |                              |                                                    |                              |